# 関西汽船

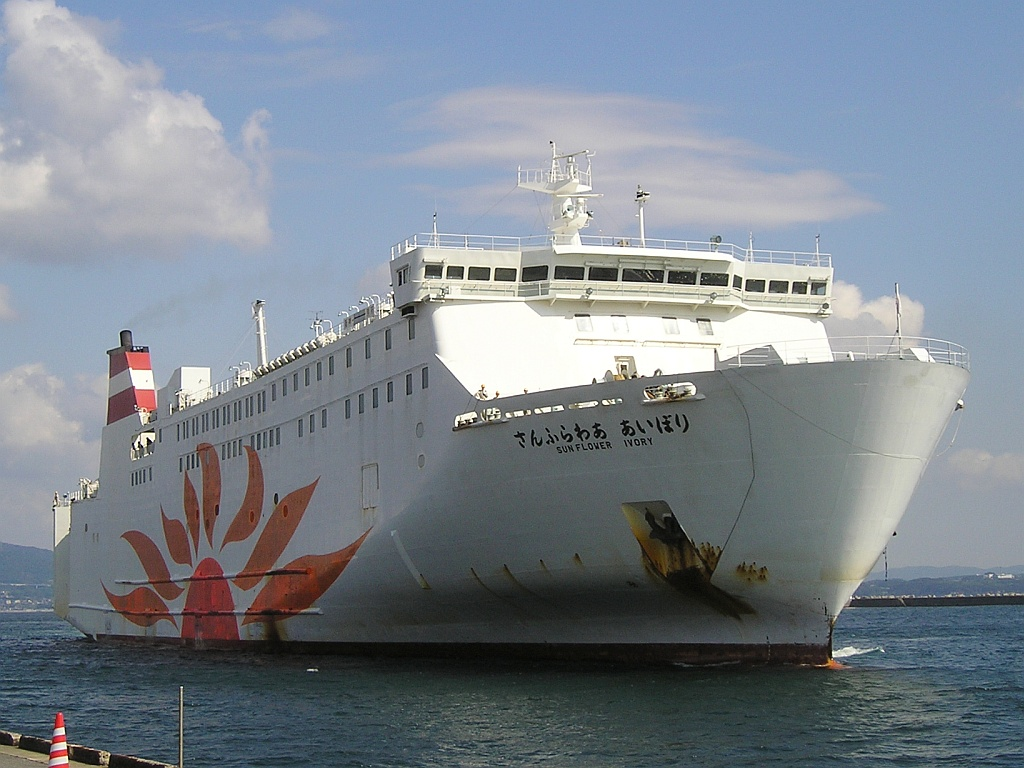
さんふらわあ あいぼり（別府国際観光港）

関西汽船株式会社（かんさいきせん、Kansai Kisen Kaisha） は、かつて存在した日本の海運会社。

## 概要
昭和17年（1942年）設立。前身の大阪商船（現・商船三井）が開設した阪神 - 別府航路などの瀬戸内海航路を中心に旅客・フェリー航路の運航を行っていた。
平成2年（1990年）に商船三井系列となり、平成21年（2009年）9月に完全子会社化。同年10月、同じ商船三井系列のダイヤモンドフェリーとともに、営業部門をフェリーさんふらわあへ移管、平成23年（2011年）10月1日にダイヤモンドフェリーと合併、フェリーさんふらわあ（現・商船三井さんふらわあ）になった。

## 沿革
- 1884年5月 - 大阪商船、瀬戸内航路を主として運航していた55名の船主が、93隻の船舶を現物出資する形で発足[1]。
- 1907年 - 大阪商船の内航部門を内航部に昇格[1]。
- 1912年5月28日 - 別府温泉の観光開発を目的とした1,000トン級のドイツ製客船「紅丸」（くれないまる）が阪神 - 別府航路に就航し、隔日運航をする[1]。
- 1916年12月 - 別府港に大阪商船の専用桟橋を設置し、汽船が接岸できるようになる[1]。
- 1921年 - 阪神 - 別府航路用として最初に竣工した客船「紫丸」が就航。
- 1923年 - 「屋島丸」就航、阪神 - 別府航路を毎日1便制とする[1]。
- 1924年 - 初のディーゼルエンジン船となる2代目「紅丸/くれなゐ丸」就航[1]。
- 1929年 - 「菫丸」就航、昼夜2便体制とする[1]。
- 1934年 - 「に志き丸」が竣工し、阪神 - 別府航路に就航。
- 1936年 - 「こがね丸」が竣工し、阪神 - 別府航路に就航。
- 1942年5月4日 - 大阪商船の内航部を分離し、宇和島運輸・摂陽汽船・尼崎汽船部・土佐商船・阿波国共同汽船・住友鉱業（現・住友金属鉱山）と共同で関西汽船を設立[1]。
- 1943年7月15日 - 「浦戸丸」（1326トン）が愛媛県高浜港から大阪港へ向かう途中、北条町（現松山市）の沖合で貨物船と衝突して沈没[2]。死者・行方不明者200人以上[3]。
- 1945年
  - 5月 - 戦況の悪化に伴い定期運航を休止[1]。
  - 10月7日 - 臨時的に運航を再開、大阪発の再開第1号船「室戸丸」が西宮沖で機雷に接触し沈没[1]。470人が行方不明[4]。
- 1946年春 - 定期運航を再開[1]。
- 1948年1月28日 - 阪神 - 多度津航路の女王丸が、瀬戸内海牛窓沖で機雷に触れ沈没。死者・行方不明者183人（女王丸遭難事件）。

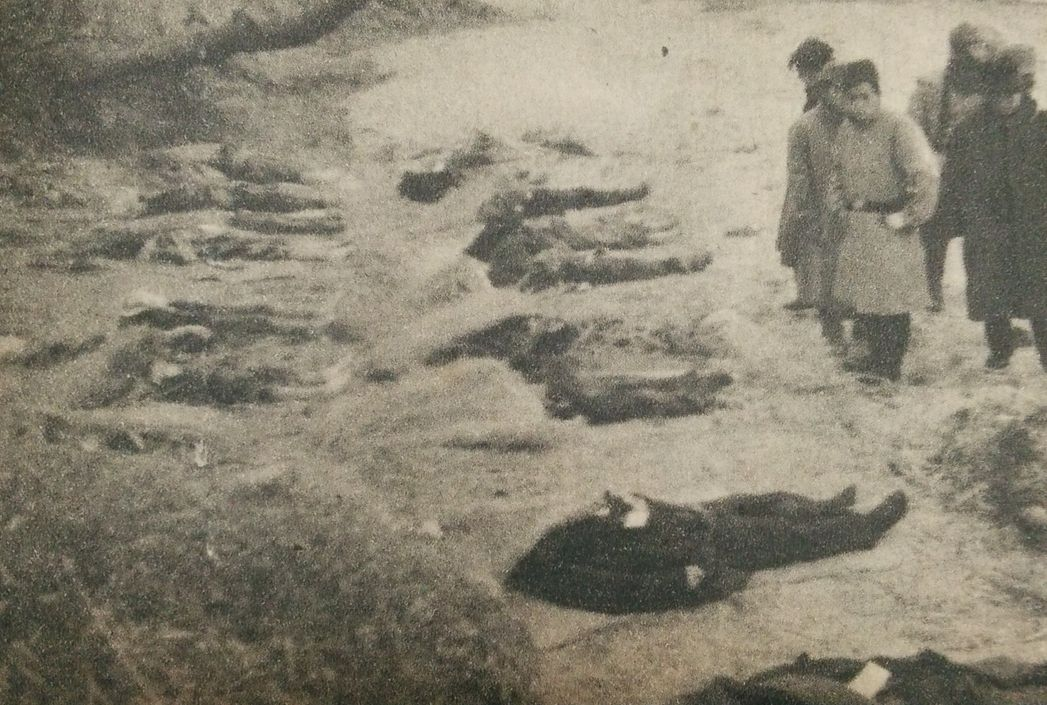
女王丸事件の犠牲者

- 1948年 - 関西汽船設立時に参画した各社へ出資還元され、各社が資本離脱する[5][6]。
- 1950年（昭和25年）3月29日 - 昭和天皇洲本市に行幸（昭和天皇の戦後巡幸）。「山水丸」が御召し船となる[7]。
- 1951年 - 阪神 - 沖縄航路を開設、「新興丸」が就航。
- 1960年 - 「くれない丸」が大阪港 - 神戸港 - 松山港 - 別府港を結ぶ別府航路（瀬戸内航路）に、僚船の同型船「むらさき丸」とともに就航[8]。
- 1962年 - 修学旅行専用船として「わかば丸」(「おとわ丸」を改装)が大阪・神戸 - 別府航路に就航。
- 1963年 - 「すみれ丸」「こはく丸」就航[8]。

1964年には「ふたば丸」(「舞子丸」を改装)が就航。1974年まで運航された。
- 1965年8月2日 - 大阪から高松へ向かっていた「山水丸」が小豆島沖合でエンジンのシャフトが折れて航行不能になる。付近を航行中の「すみれ丸」に乗客170人を移乗させる措置がなされた[10]。
- 1967年
  - 7月 - 阪神 - 今治 - 松山 - 別府航路に旅客船「あいぼり丸」が就航。
  - 8月 - 阪神 - 今治 - 松山 - 別府航路に旅客船「こばると丸」が就航。
    - 3,000トン級客船が最大時6隻体制となった別府航路（瀬戸内航路）は、阪神と九州を結ぶ観光路線として、多くの新婚旅行客などを別府温泉などへと運んだ。
- 1969年11月 - 加藤汽船と共同で神戸 - 高松航路「ジャンボフェリー」を開設し、第1船「六甲丸」（初代）が就航。
- 1970年9月 - 神戸 - 高松航路（ジャンボフェリー）に第2船「生駒丸」（初代）が就航。
- 1971年
  - 3月 - 阪神 - 今治 - 松山 - 別府航路にフェリー化第1船「ゆふ」が就航[8]。
  - 6月 - 阪神 - 今治 - 松山 - 別府航路にフェリー化第2船「まや」が就航[8]。

同航路は毎日運航となったが、両船ともトラックの乗船はできず、乗用車約50台を乗せるのみであった。
- - 8月 - 阪神 - 奄美 - 那覇航路にRORO型貨客船第1船「黒潮丸」が就航。
  - 8月 - 共同汽船・共正汽船と共同で阪神 - 徳島間に徳島阪神フェリーを設立。10月より「おとわ丸」が就航。
- 1973年
  - 3月 - 神戸 - 日向航路を開設し、「にちなん丸」が就航。
  - 6月 - 阪神 - 奄美 - 那覇航路にRORO型貨客船第2船「若潮丸」が就航。
  - 8月 - 大阪高知特急フェリーの「とさ」を用船、「はやとも丸」に改名の上、小倉 - 松山航路に就航。
- 1974年1月3日 - 不採算航路整理のため、「沖之島丸」が就航していた阪神 - 奄美航路を休止[11]。
- 1975年2月26日 - 近海・外航部門を独立して関汽外航（現・関西ライン）を設立、関西汽船は内航部門に専念[12]。
- 1978年
  - 3月 - 商船三井より「いせ丸」を用船、（後に来島どっくに売船の上用船。）「くろしお」後に「フェリーくろしお」に改名の上、阪神 - 奄美 - 那覇航路に就航。同航路をフェリー化する。
  - 7月 - 経営再建のため、来島どっくが関西汽船の筆頭株主になる[8]。
- 1979年6月 - 「若潮丸」をクルーズ客船に改造し、「さんふらわあ7」に改名（同社初の「さんふらわあ」塗装）。
- 1980年
  - 11月 - 来島どっくより 「フェリーこがね丸」を用船、阪神 - 別府航路に就航[8]。
  - 12月 - 来島どっくより 「フェリーにしき丸」を用船、阪神 - 別府航路に就航[8]。

もともと客船指向であったため、本格的なカーフェリーの導入は他社に遅れることとなった。
- 1982年
  - 4月 - 日本高速フェリー・日本カーフェリーとともに船腹調整案に合意、神戸 - 日向航路を休止するとした[13]。
  - 2月 - 引退した大阪高知特急フェリーの「フェリーかつら」を用船。小倉 - 松山航路に投入し、デイリーサービス化する。
  - 11月 - 神戸 - 日向航路を廃止。「にちなん丸」は来島どっくに売却。改装の上、室戸汽船に「フェリーむろと」（2代）として用船。
  - 12月 - 室戸汽船よりフェリーむろと（初代）を用船、「くるしま丸」に改名のうえ小倉 - 松山航路に就航。「フェリーかつら」は用船解除。
- 1983年
  - 6月 - 来島どっくより 「クイーンコーラル2」を用船。阪神 - 今治 - 松山 - 別府航路に就航。「ゆふ丸」は係船。
- 1984年
  - 1月 - 来島どっくより 「くるしま7」（元「黒潮丸」をフェリー化）を用船。阪神 - 今治 - 松山 - 別府航路に就航、「クイーンコーラル2」を「くいーんふらわあ2」に改名。「まや丸」を阪神 - 小豆島 - 高松航路に転配。
  - 12月 - 来島どっくより 「さんふらわあ」「さんふらわあ2」を用船。阪神 - 別府航路に就航[14]。
- 1987年
  - 3月 - 前年に経営危機が表面化した来島どっくが、関西汽船の経営から撤退することを表明。
  - 4月 - 加藤汽船と共同で阪神 - 高松航路「ジェットライン」を開設し、ジェットフォイル「ジェット7」「ジェット8」が就航。小倉 - 松山航路に「フェリーくるしま」が就航。「くるしま丸」は用船解除のうえ、室戸汽船に変船。
  - 9月 - 小倉 - 松山航路に「フェリーはやとも2」が就航。「はやとも丸」は用船解除、引退。
- 1990年
  - 6月 - 神戸 - 高松航路（ジャンボフェリー）に「六甲丸」（2代目）が就航。
  - 7月 - 大阪商船三井船舶（現・商船三井）が、来島グループだった関西汽船およびダイヤモンドフェリー・室戸汽船に資本参加し傘下におさめる[14]。
  - 11月 - 「さんふらわあ」「さんふらわあ2」「くいーんふらわあ2」「くるしま7」「フェリーくろしお」を、来島興産（来島どっくの債務管理会社）より22億5,000万円で購入。神戸 - 高松航路（ジャンボフェリー）に「生駒丸」（2代目）が就航。
- 1991年
  - 3月 - 阪神 - 高松航路（ジェットライン）が1隻運航に減便となる。小豆島寄港を開始する。
  - 8月 - 「くいーんふらわあ2」と室戸汽船の「フェリーむろと」(3代）が神戸沖で衝突。11人負傷。
- 1992年
  - 8月 - 阪神 - 松山 - 別府航路に「さんふらわあ こがね」が就航[14]。同航路には、12月の第2船就航まで「フェリーコスモ」が用船され、1日3便の同航路がすべてフェリー化される。
  - 12月 - 阪神 - 松山 - 別府航路に「さんふらわあ にしき」が就航[14]。
- 1995年
  - 1月 - 阪神・淡路大震災により神戸港が使用不能になったため、復旧まで寄港を一時中止する。
  - 2月 - 阪神 - 松山 - 別府航路を1日3便から2便に減便。阪神 - 小豆島 - 高松 - 今治 - 別府航路を廃止[14]。

これにより、長年大阪側のターミナルとして使われていた弁天ふ頭を発着する定期航路が廃止となる。
- 1997年12月 - 阪神 - 松山 - 別府航路に「さんふらわあ あいぼり」が就航。
- 1998年
  - 3月 - 阪神 - 奄美 - 沖縄航路を廃止。
  - 4月 - 明石海峡大橋開通に伴い、神戸 - 高松航路（ジャンボフェリー）の共同運航から撤退、徳島阪神フェリーを廃止する。阪神 - 松山 - 別府航路に「さんふらわあ こばると」が就航。
- 2000年10月11日 - 阪神 - 小豆島 - 高松航路（ジェットライン）を廃止。

翌12日より五島産業汽船が同航路の運航を開始したが、2006年4月をもって廃止。
- 2002年6月 - 加藤汽船などとの共同出資で「高松エクスプレス」を設立し高速バス事業に参入。8月5日より「たかなんフットバス号」の愛称でなんば - 高松間で高速バスの運行を開始（南海バスと共同運行）。
- 2003年4月1日 - ダイヤモンドフェリーと大分 - 松山 - 神戸間の一部共同運航を開始[14]。

当初の共同運航区間は、関西汽船の阪神 - 松山 - 別府航路（上り便）の大分→神戸間のみであった。また、関西汽船の阪神 - 松山 - 別府航路の神戸発着埠頭は、下り便が中突堤、上り便が六甲アイランドフェリーターミナルとなった。また大阪発着埠頭も、かもめ埠頭から南港フェリーターミナルに変更される。
- 2005年
  - 4月1日 - ダイヤモンドフェリーと「フェリーさんふらわあ共同営業センター」を設立。各種割引の相互利用が可能になる。
  - 9月15日 - 阪神 - 松山 - 別府航路（下り便）の神戸発着埠頭を、神戸ポートターミナルに移転[14]。
  - 10月1日 - 燃料油価格変動調整金を設定。
- 2006年
  - 3月 - 「フェリーさんふらわあ」共通の会員制度「瀬戸内海倶楽部」開始。
  - 10月1日 - 燃料油価格変動調整金を変更。阪神 - 別府航路の到着地入港時刻を6:20から6:30に10分繰り下げるダイヤ改定を実施。
  - 10月10日 - 大分港が新ターミナルに移転する。
- 2007年
  - 7月9日 - 「さんふらわあ こばると」が松山市沖でタンカーと衝突。「さんふらわあ こばると」の左舷に亀裂が入り、修理のため1週間欠航となる。
  - 11月21日 - ダイヤモンドフェリーの新造船「さんふらわあ ごーるど」が、阪神 - 別府航路（下り直行便・上り寄港便）に就航。「さんふらわあ こがね」がダイヤモンドフェリー中九州航路に転配。
- 2008年
  - 1月16日 - 中九州航路寄港便の大分側発着港を大分に変更し、今治への寄港を開始。これにより、別府港を発着するのは直行便のみとなる[14]。また、神戸港の発着場所を六甲アイランドフェリーターミナルに集約し、神戸港ポートターミナルを発着する国内航路が消滅。
  - 7月8日 - 大阪南港の発着埠頭を、南港フェリーターミナルからアジア太平洋トレードセンターに移転、「南港コスモフェリーターミナル」とする[14]。
- 2009年
  - 3月18日 - 商船三井による株式公開買付け (TOB) の実施が発表され、関西汽船が同意。同年4月13日、商船三井に対して第三者割当増資を実施し同社の連結子会社（株式保有比率は63.88%）となる。同月27日、TOBが成立（同社の株式保有比率は89.11%）。株主優待割引乗船券（40%割引）は3月末発行分をもって廃止。
  - 6月1日 - 寄港便の今治・神戸寄港が無くなる。また寄港便の上り便の到着港が、南港フェリーターミナルに戻る（出航は南港コスモフェリーターミナルのまま）。
  - 9月25日 - 種類株式発行会社への定款変更を行い、普通株式への全部取得条項の付与、747万株をA種種類株式1株への引換（少数株主は端数として現金化）を実施（スクイーズアウト）。これにより商船三井の完全子会社となる。なお、この措置に先立つ同月16日には株式上場が廃止されている。
  - 10月23日 - 商船三井が完全子会社のダイヤモンドフェリー株とあわせて株式移転を実施し、親会社のフェリーさんふらわあを設立。同社の完全子会社となり経営統合する。
- 2010年2月1日 - ダイヤモンドフェリーと共同運航の寄港便を廃止。大阪 - 別府航路の大阪行のみ松山経由となる。
- 2011年4月30日 - 大阪 - 別府航路、大阪行の松山寄港を取りやめ。
- 2011年10月1日 - ダイヤモンドフェリーとともにフェリーさんふらわあに合併し解散。

## 航路

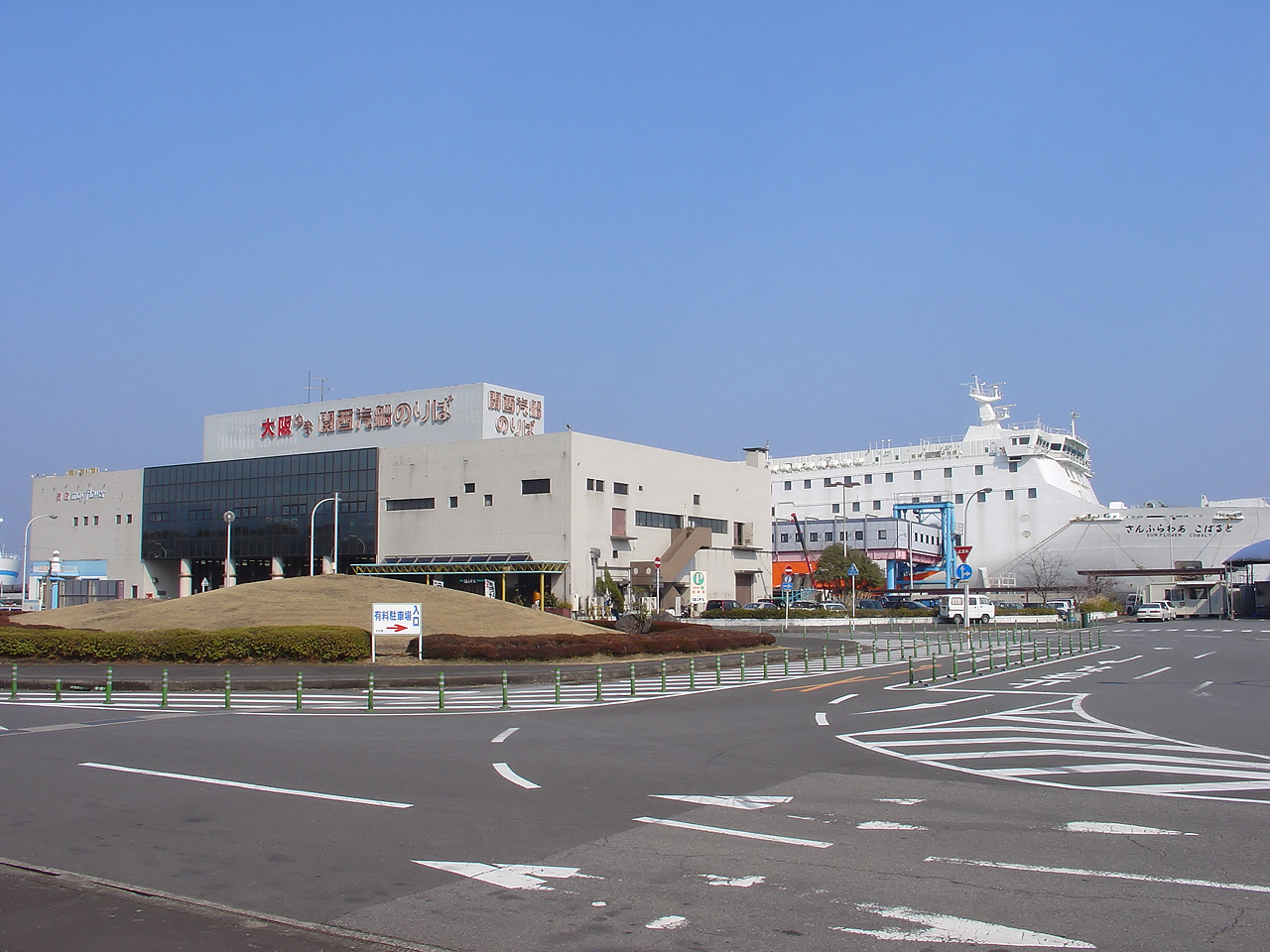
別府国際観光港

※会社合併時点（2011年9月30日）の状況を記述する。
大阪港の乗り場は、2008年7月8日より南港フェリーターミナルからコスモフェリーターミナル（ATC前）R-5岸壁に移転した。
- 大阪 - 別府航路
  - 大阪港（大阪南港コスモフェリーターミナル） - 別府国際観光港
- 小倉 - 松山航路（小倉/松山フェリー）
  - 小倉港（浅野） - 松山観光港
- 大阪 - 坂手航路（小豆島季節便）
  - 大阪港（大阪南港コスモフェリーターミナル） - 坂手港（小豆島）

繁忙期（年末年始・ゴールデンウイーク・お盆など）と、5月下旬に開催される「小豆島マラソン」期間の土・日曜日に運航していたが、2011年8月を最後に運航していない。

## 船舶

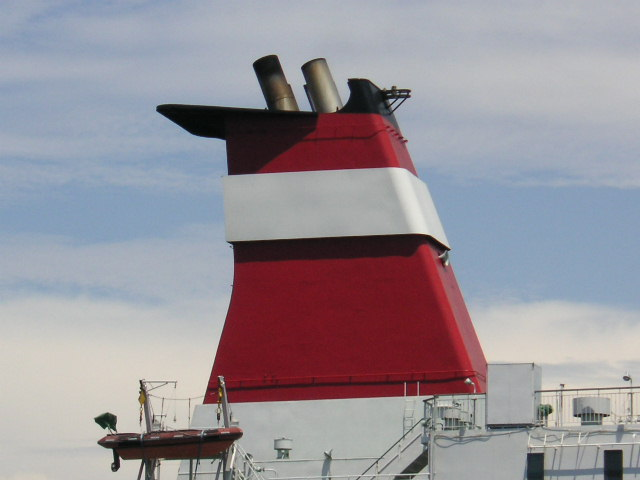
ファンネルマーク

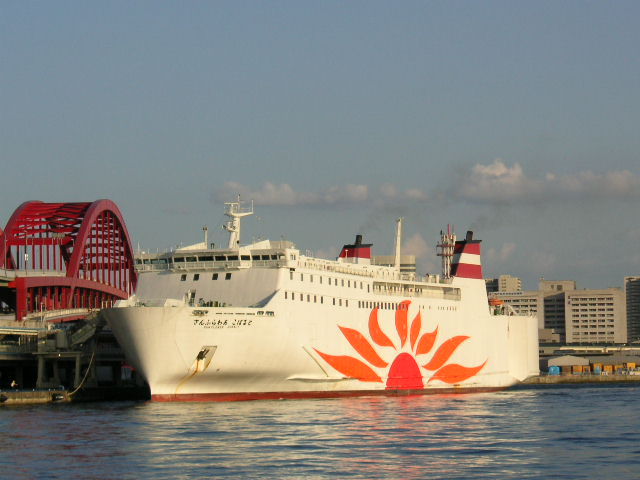
さんふらわあ こばると（神戸港・神戸ポートターミナル）

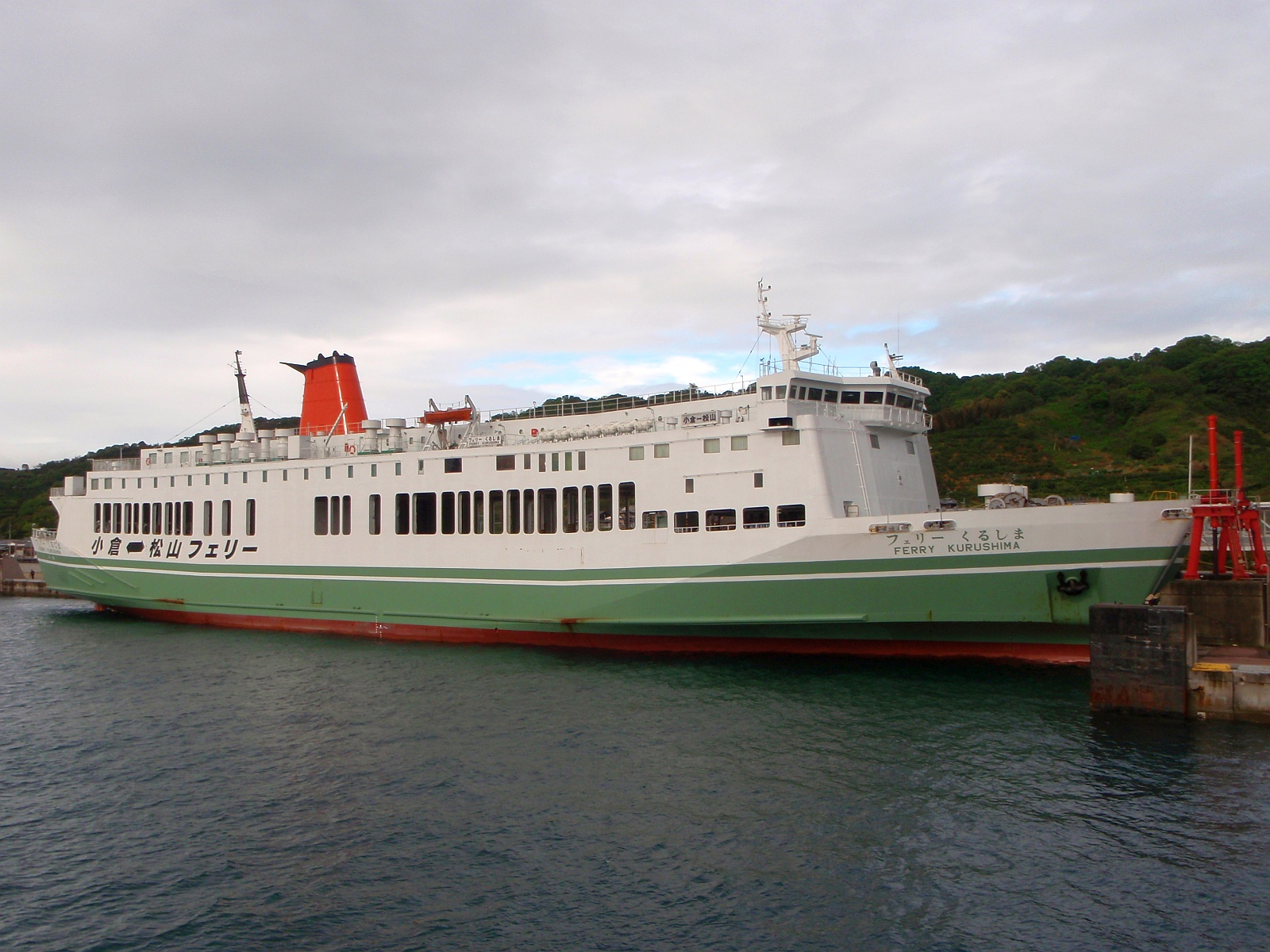
フェリーくるしま（松山観光港）

※会社合併時点（2011年9月30日）の状況を記述する。
ファンネルマークは赤地に白帯が巻かれている。
船体の塗装は「ハーパーグリーン(harper green)」(ハーバー／Harborは誤り)と称する、下半分が緑・上半分が白の塗装としており、瀬戸内海の風光に調和するハープの音色のような涼やかな緑色をイメージしている。なお関西汽船の解散後も『松山・小倉フェリー』の2隻（「フェリーくるしま」「フェリーはやとも2」）の船体にのみ長らく現役で残っていたが、2019年のリニューアルに合わせて塗り替えが完了し消滅している。大阪 - 別府航路については就航する船舶（さんふらわあ）に準ずる専用塗装「さんふらわあ塗装」となっている。
ちなみに、船体の地色が白一色であるほか、太陽の絵を旧・大洋フェリー時代から引き継いだ蛍光色を使用し、太陽の絵が大きめに描かれるなど、商船三井フェリーや旧・ブルーハイウェイライン西日本の同塗装とは若干違う。ただし最近ではドック入りの際、太陽の絵が大きさはそのままに、蛍光色でない色に描き直されている。
現在のさんふらわあの船名は、伝統的に使われている色名を用いた名称が受け継がれている。
かつて「球状船首（バルバス・バウ）」の開発協力のため、自社の船舶くれない丸（現・ロイヤルウイング）を提供していた。

### 会社合併時点での保有船舶
※2011年9月30日時点。
大阪 - 別府航路
- さんふらわあ あいぼり

1997年3月竣工、同年12月6日就航。9,245総トン、全長153.0m、幅25.0m、出力27,000馬力、航海速力22.4ノット（最大24.8ノット）。
旅客定員710名（平水1,050名）。車両搭載数：トラック100台・乗用車100台。三菱重工業下関造船所建造。
小豆島季節便にも就航していた。
- さんふらわあ こばると

1997年6月竣工、1998年4月8日就航。9,245総トン、全長153.0m、幅25.0m、出力27,000馬力、航海速力22.4ノット（最大24.2ノット）。
旅客定員710名（平水1,050名）。車両搭載数：トラック100台・乗用車100台。三菱重工業下関造船所建造。
小豆島季節便にも就航していた。
小倉 - 松山航路（小倉/松山フェリー）
- フェリーくるしま

1986年6月竣工、1987年4月27日就航。4,277総トン、全長119.0m、幅21.0m、出力11,200馬力、航海速力18.0ノット（最大21.6ノット）。
旅客定員756名。車両搭載数：トラック73台・乗用車41台。来島どっく大西工場建造。近海商運が保有。
- フェリーはやとも2

1986年6月竣工、1987年9月23日就航、2003年改造。4,238総トン。全長119.0m、幅21.0m、出力11,200馬力、航海速力18.0ノット（最大21.5ノット）。
旅客定員756名。車両積載数：トラック73台・乗用車41台。新来島どっく大西工場建造。

### 過去に運航していた船舶

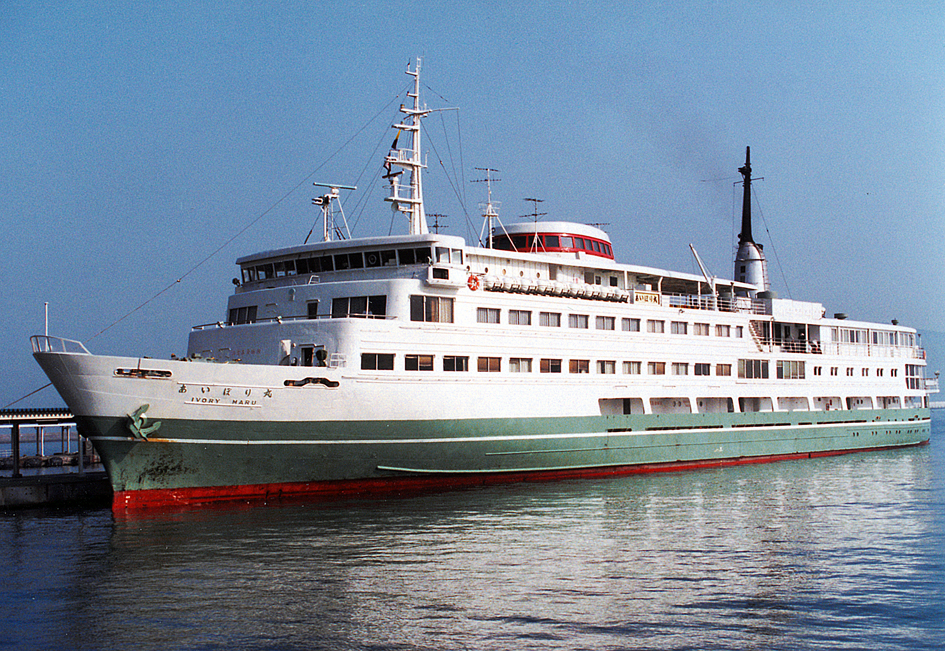
あいぼり丸（高松港）

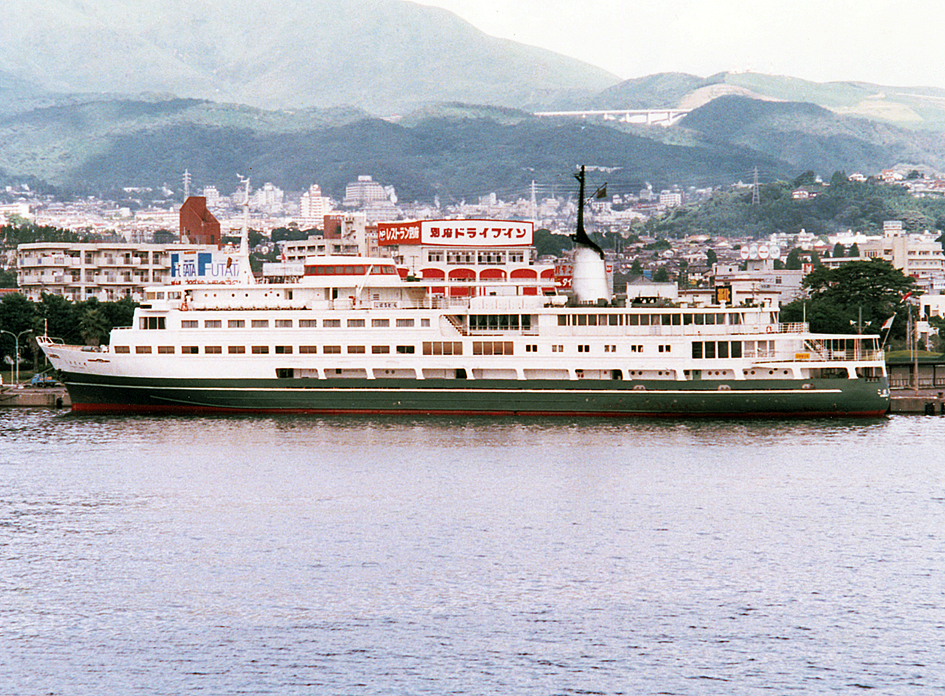
こばると丸（別府国際観光港）

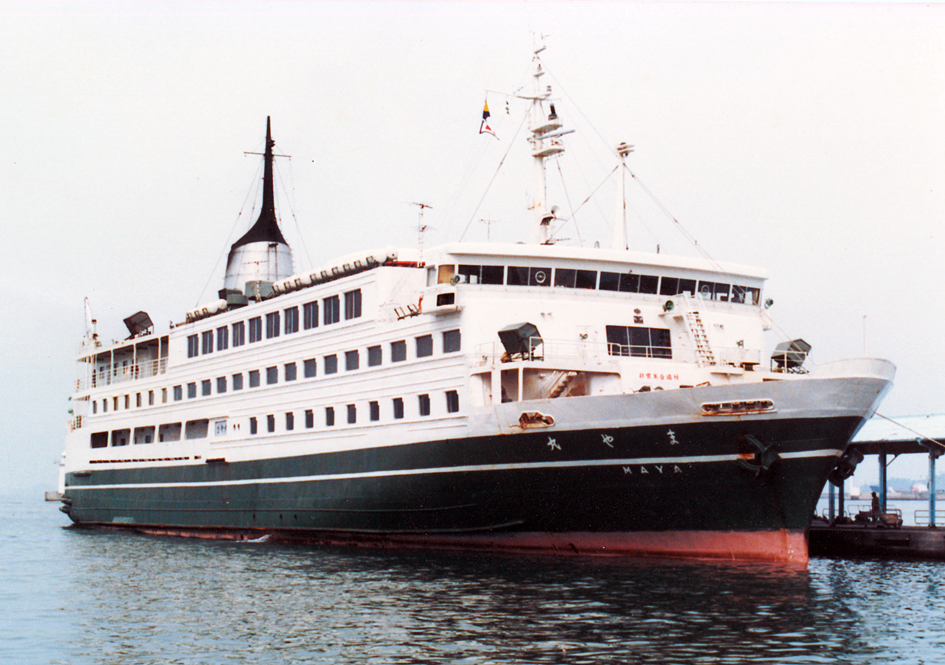
まや丸（高松港）

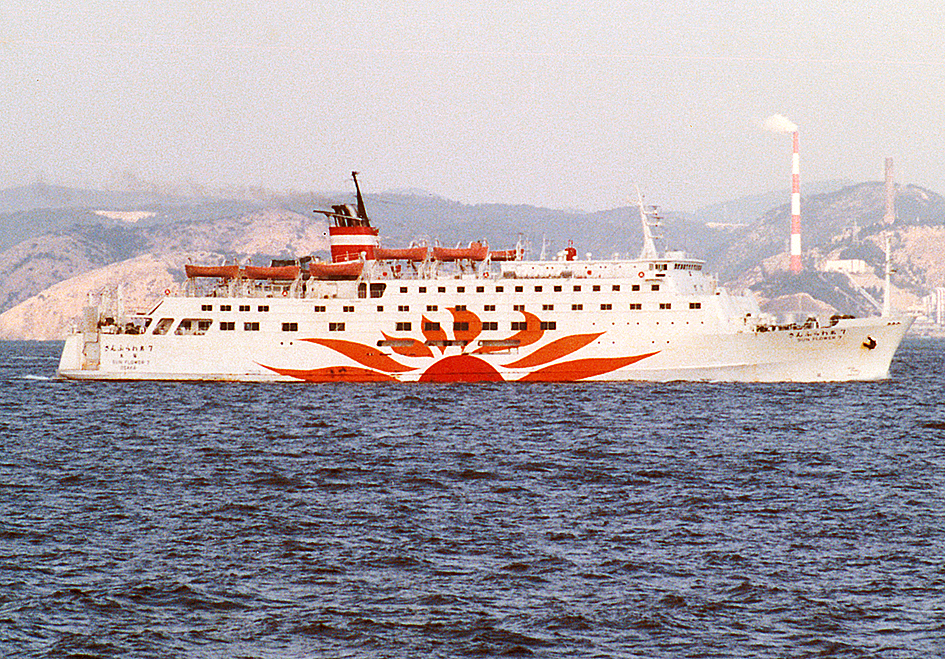
さんふらわあ7

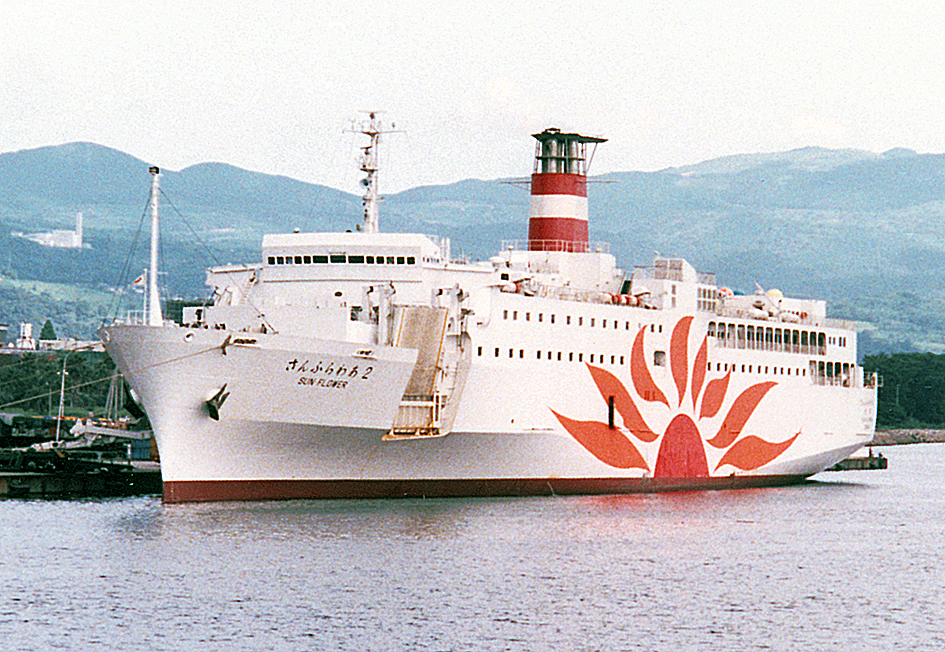
さんふらわあ2（別府国際観光港）

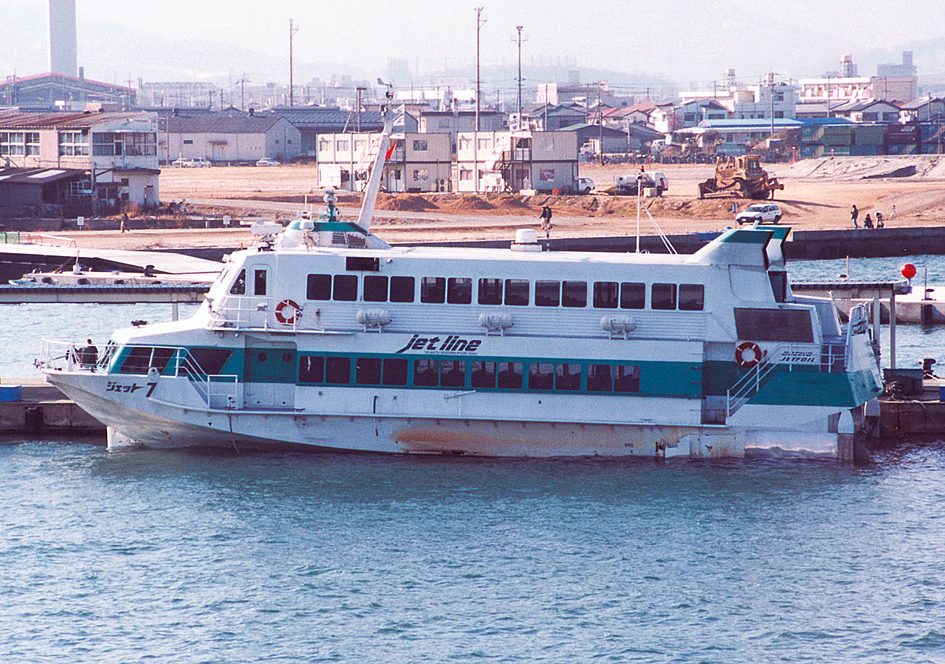
ジェット7（高松港）

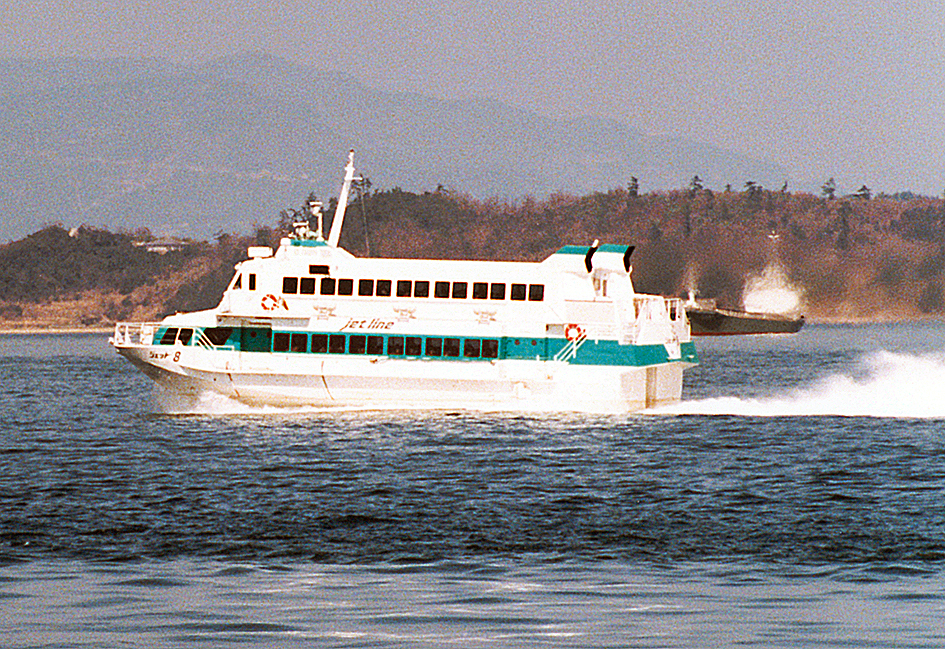
ジェット8

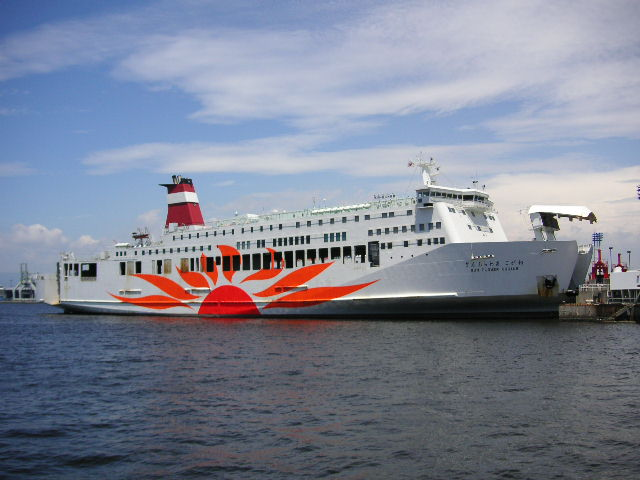
さんふらわあ こがね（大阪南港）

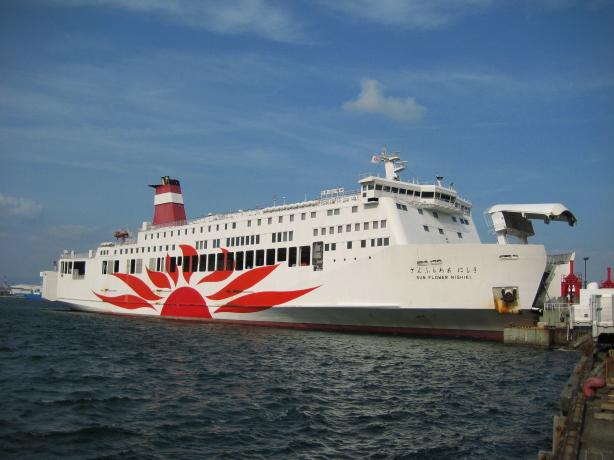
さんふらわあ にしき（大阪南港）

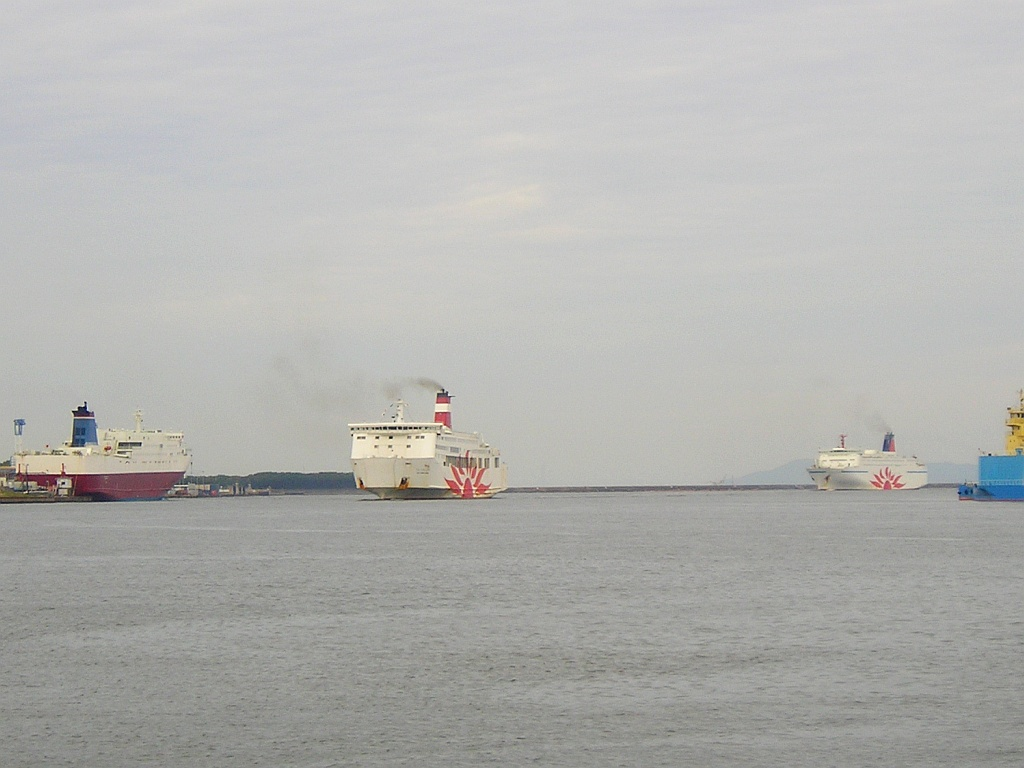
大阪南港に入港する「さんふらわあ にしき」（中央、2007年10月撮影）

- こがね丸

1,859総トン、1936年5月竣工。1942年5月-1971年3月の間、別府航路に就航。
- 明石丸

1,081総トン、1947年9月竣工。1954年-1971年の間、大阪 - 高知航路に就航し、1980年に解体。
- あかね丸

1,038総トン、1947年12月竣工。1948年9月-1975年9月の間、別府 - 松山航路に就航。
- くれない丸

2,928総トン、1959年竣工。別府航路に就航。同航路では3代目の「くれない丸」で、乾バウの試験に使用。（→レストランシップ「ロイヤルウイング」）
- すみれ丸

2,693総トン、1963年竣工。別府航路に就航。
- こはく丸

2,698総トン、1963年竣工。別府航路に就航。1966年4月には昭和天皇・皇后が乗船。
- あいぼり丸

3,155総トン、全長89.3m。1968年、別府航路に就航した関西汽船最後の純客船。1992年8月に引退後、日本国外に売却。
- こばると丸

3,151総トン、全長89.3m。1968年、別府航路に就航した関西汽船最後の純客船。1992年8月に引退後、日本国外に売却。
- 六甲丸（初代）

2,822総トン、全長83.0m。国内初の長距離双胴大型フェリー。1990年6月、「六甲丸」（2代目）就航に伴い引退。
- 生駒丸（初代）

2,819総トン、全長83.0m。国内初の長距離双胴大型フェリー。1990年11月、「生駒丸」（2代目）就航に伴い引退。
- ゆふ→ゆふ丸

3,360総トン、全長89.4m。別府航路初のカーフェリ－（但し乗用車のみの積載となり、トラック・シャーシ類は積載不可）。
1972年3月、「ゆふ丸」に改名。1983年11月に予備船となったあと、1988年にスエヒロマリンサービスに売却（→「スエヒロVII」）。
- まや→まや丸

3,229総トン、全長89.4m。別府航路初のカーフェリ－（但し、乗用車のみの積載となり、トラック・シャーシ類は積載不可）。
1972年3月、「まや丸」に改名。
- 黒潮丸→くるしま7

（黒潮丸）5,216総トン、全長124.2m。
1978年3月に係船後、来島どっくに売却。その後カーフェリーに改装の上、用船し「くるしま7」に改名。1995年2月、日本国外に売却。
- おとわ丸

2,945総トン、全長104.2m。阪神 - 徳島航路に就航ののち、1998年4月に引退とともに阪神－徳島航路は廃止。
- にちなん丸

6,114総トン、全長118.0m。同社初設計の長距離旅客カーフェリー。1982年11月、神戸 - 日向航路の廃止に伴い室戸汽船に売却（→「フェリーむろと」（2代目））。
- 若潮丸→さんふらわあ7

（若潮丸）5,489総トン、全長115.0m。
（さんふらわあ7）7,494総トン、全長124.9m。
1978年3月に係船後、1979年6月にクルーズ客船に改装され、日本や世界各地へのクルーズ船として使用。関西汽船初の"さんふらわあ塗装"を施された。
- はやとも丸

3,350総トン。土佐特急フェリー（後の大阪高知特急フェリー）の「とさ」を傭船し改名のうえ、小倉 - 松山航路に就航。1987年9月、「フェリーはやとも2」就航に伴い引退。
- フェリーくろしお

7,060総トン、全長140.9m。
フジフェリー（現在の九州急行フェリー）の「しま丸」を用船の上、フェリー化および改名し就航。1998年3月に引退とともに阪神－奄美－沖縄航路は廃止。
- フェリーこがね丸

7,189総トン、全長132.1m。
太平洋沿海フェリー（現在の太平洋フェリー）の「あるごう」を購入し改名のうえ就航。1984年12月、「さんふらわあ」「さんふらわあ2」と等価交換され名門大洋フェリーへ移籍（→「ぺがさす」）。
- フェリーにしき丸

7,524総トン、全長143.8m。
大洋フェリー（現在の名門大洋フェリー）の「おりおん」を購入し改名のうえ就航。1984年12月、「さんふらわあ」「さんふらわあ2」と等価交換され名門大洋フェリーへ移籍（→「おりおん」）。
- くるしま丸

2,889総トン、全長101.8m。
室戸汽船の「フェリーむろと」（初代）を用船し改名のうえ、小倉 - 松山航路に就航。1987年4月、「フェリーくるしま」就航に伴い引退。
- くいーんふらわあ2

6,815総トン、全長140.1m。
照国郵船（現在のマリックスライン）より来島どっくに売却された「クイーンコーラル2」を用船し改名のうえ就航。1995年2月、日本国外に売却。
- さんふらわあ

（改装後のデータ）12,130総トン、全長185.7m、幅24.0m、連続最大出力26,080馬力、最高速力25.5ノット。
旅客定員1,122名。車両搭載数：8トントラック98台、乗用車201台。川崎重工業神戸工場建造。
1972年2月、日本高速フェリー（現在の商船三井フェリー）にて就航。1976年11月に大洋フェリーへ売却され、1979年6月に常石造船にて改装工事を実施。1984年11月に来島どっくへ売却、同年12月に「フェリーこがね丸」「フェリーにしき丸」と等価交換された後に来島どっぐに売却されチャーターバックの上、阪神 - 別府航路に就航。1998年4月、「さんふらわあこばると」就航に伴い引退し、日本国外に売却。
- さんふらわあ2

（改装後のデータ）12,112総トン、全長185.7m、幅24.0m、連続最大出力26,080馬力、最高速力25.7ノット。
旅客定員1,148名。車両搭載数：8トントラック95台、乗用車201台。川崎重工業神戸工場建造。
1972年1月進水（進水時「さんらいず」）、同年5月より日本高速フェリー（現在の商船三井フェリー）にて就航。1976年11月大洋フェリーに売却され、1979年6月に来島どっくで改装工事を実施。1984年11月に来島どっくへ売却、同年12月に「フェリーこがね丸」「フェリーにしき丸」と等価交換された後に、来島どっくに売却されチャーターバックの上、阪神 - 別府航路に就航。1997年12月、「さんふらわああいぼり」就航に伴い引退し、日本国外に売却。
1994年から引退までの間、海水を広範囲にわたって継続的に汲み上げモニタリングを行う、国立環境研究所の定期航路船舶を用いた海洋調査が同船を使用して行われていた。
- ジェット7

279総トン、全長27.4m、出力3,800馬力×2基、速力45ノット。米国ボーイング社建造のボーイング929（ジェットフォイル）。
1980年建造。1987年4月、阪神 - 小豆島 - 高松航路（ジェットライン）の開設とともに就航。日本国内では佐渡汽船に次いでのジェットフォイル就航であった。2000年10月11日の航路廃止後は東海汽船に売却（→2002年「セブンアイランド愛」）。同航路は五島産業汽船がを継続運航したが、2006年4月に廃止された。
- ジェット8

279総トン、全長27.4m、出力3,800馬力×2基、速力45ノット。米国ボーイング社建造のボーイング929（ジェットフォイル）。
1980年建造。1987年4月、阪神 - 小豆島 - 高松航路（ジェットライン）の開設とともに就航。1991年3月、日韓高速船（下関市などが出資して設立した第三セクター）に用船。1992年11月の航路廃止後、1996年8月に佐渡汽船に売却し改名（→「ファルコン」）のうえ運航。2000年、九州郵船に売却（→「ヴィーナス2」）。
- フェリーはやとも2

1987年9月就航。
- 六甲丸 (2代)

2,933総トン、全長116.5m。1998年4月、引退し係船。1999年、日本国外に売却。
- 生駒丸 (2代)

2,933総トン、全長116.5m。1998年4月、引退し係船。1999年、日本国外に売却。
- フェリーコスモ

1992年8月の「さんふらわあこがね」就航後、同年12月の第2船就航までの間、尾道造船に係船されていた元・名門大洋フェリー「フェリーはこざき」を用船し改名のうえ就航。これにより、1日3便の阪神 - 別府航路はすべてフェリー化された。同年12月、引退。
- さんふらわあ こがね

1991年12月竣工、1992年8月3日就航、2003年改造。9,710総トン、全長150.9m、幅25.0m、出力25,200馬力、航海速力22.1ノット（最大24.7ノット）。
旅客定員942名、乗組員36名。車両積載数：トラック100台・乗用車60台。カナサシ豊橋工場建造。
2007年11月21日よりダイヤモンドフェリー運航便に就航（「さんふらわあ にしき」と交互に就航）。関西汽船所有の船舶だったが、2008年2月1日にドック入りし、この日をもってダイヤモンドフェリー船籍となる。ファンネルマークを「Dマーク」に変更のうえ、同年2月7日より同社の運航船として寄港便に就航。
- さんふらわあ にしき

1992年12月19日就航、2003年改造、2010年2月引退。9,800総トン、全長150.9m、幅25.0m、出力25,200馬力、航海速力22.1ノット（最大24.5ノット）。
旅客定員859名、乗組員36名。車両搭載数トラック100台・乗用車60台。カナサシ豊橋工場建造。鉄道建設・運輸施設整備支援機構と共有していた。
- 明石丸
- あかね丸
- あけぼの丸
- あわじ丸
- いそかぜ

- 沖之島丸
- 黒潮丸（初代）
- 浮島丸
- さくら丸
- しづき丸（泉北 - 淡路島航路）
- すみれ丸

- せいろん丸（貨物船）
- 太平丸
- に志き丸
- にしき丸
- はやかぜ

- はやて1
- はやとも2
- ひかり丸
- ふたば丸
- 平和丸

山水丸
- まるがめ丸、しもつい丸（下津井 - 丸亀航路、小豆島急行フェリーへ売却）
- むらさき丸（初代）
- むらさき丸（2代）
- むろと
- るり丸

他社就航後の状況

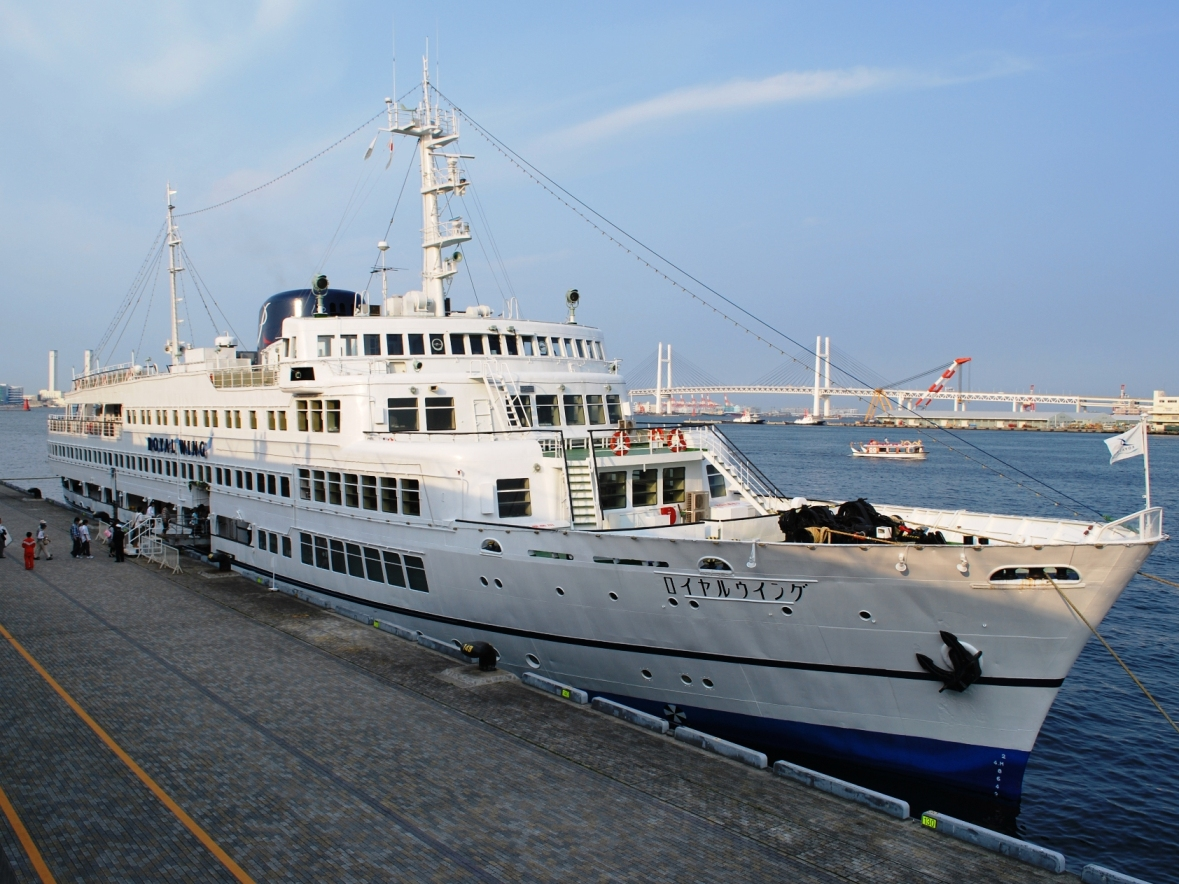
元・くれない丸（後のロイヤルウイング）
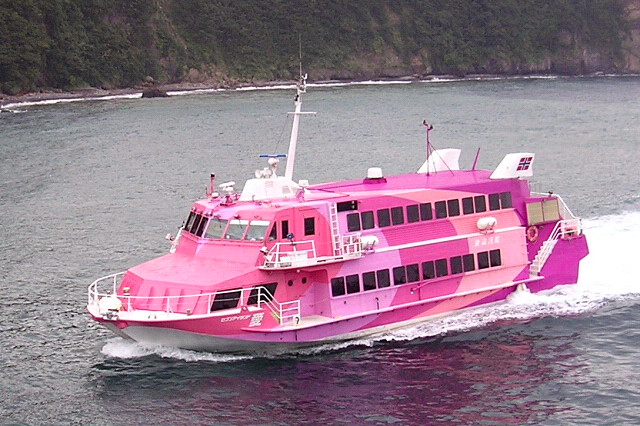
元・ジェット7（現・セブンアイランド愛）
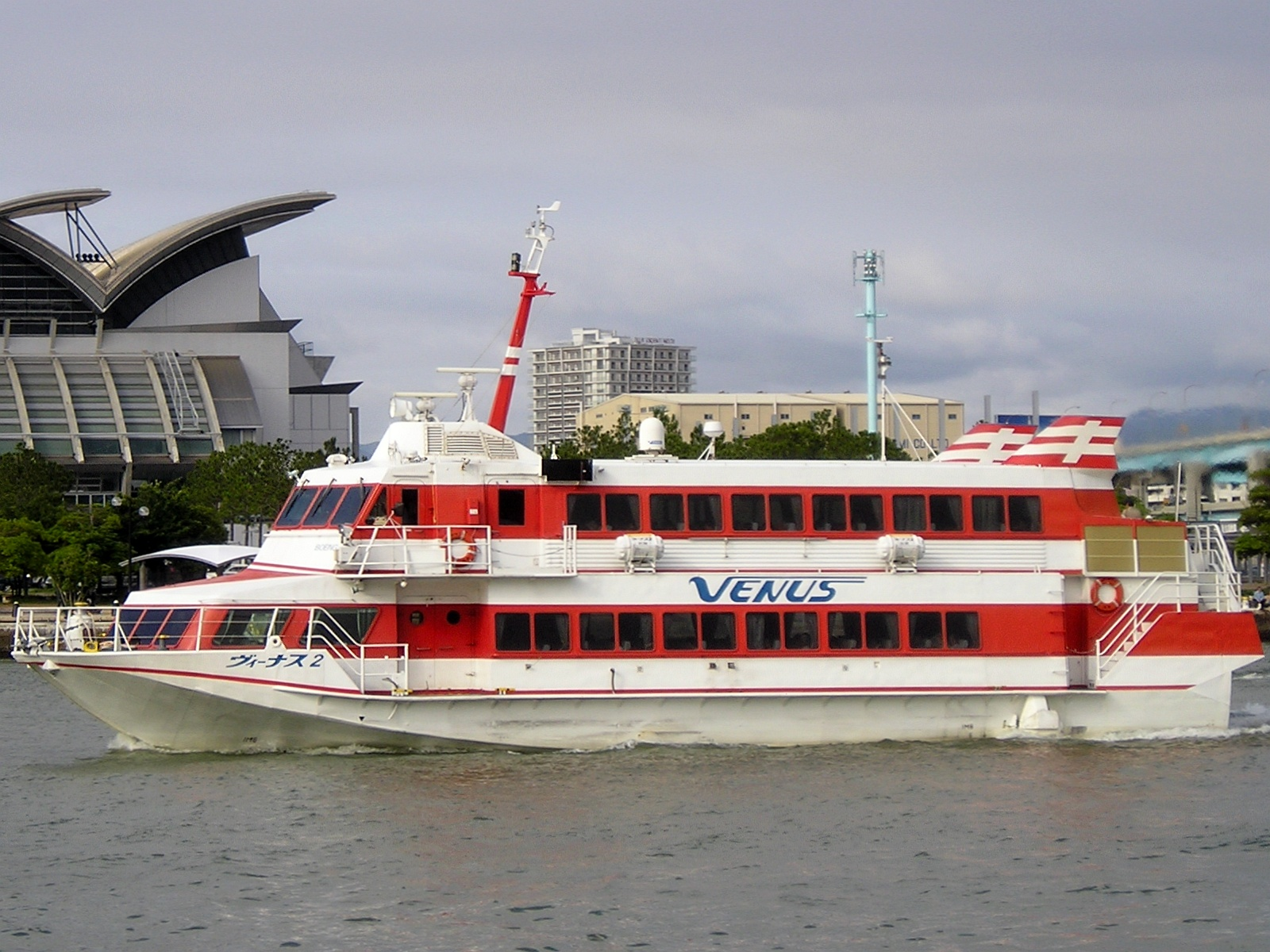
元・ジェット8（現・ヴィーナス2）

## 関連会社
※会社合併時点（2011年9月30日）の状況を記述する。
- 商船三井 - 親会社
- 明淡高速船 - かつての連結子会社
- 関汽商事 - 連結子会社
- ケイ・マリンズ - 子会社
- 関汽運輸 - 連結子会社
- 関汽交通社 - 連結子会社
- 別府ポートサービス - 連結子会社
- さんふらわあトラベル - 連結子会社
- 高松エクスプレス - 株式40%保有
- 明石大橋総合サービス
- 高松商運（全日本空輸の香川地区総代理店） - 近年まで香川地区総代理店であった。

## 各種割引制度
※会社合併時点（2011年9月30日）の状況を記述する。
特記なき場合は全等級利用可能。各種割引を重複しての適用は不可。トラックは適用不可もあり。
2005年4月の「フェリーさんふらわあ共同営業センター」発足に伴い、ダイヤモンドフェリー中九州航路との間で割引制度の統一が行われ、各種割引は相互の利用が可能になった。
- インターネット割引 - 20%割引（繁忙期は適用不可。車種・人数により適用除外あり）

予約期間は2ヶ月前の同一日（当日が日曜・祝日の場合は翌日）から乗船日前日の出港24時間前まで。インターネット割引よりも割引率の高い割引を利用したい場合は、乗船日当日に窓口へ申告すれば変更が可能。
- 往復割引
  - 大阪 - 別府航路：復路運賃が40%割引（繁忙期は同10%割引）
  - 小倉 - 松山航路：復路運賃が30%割引（通年）
  - 大阪 - 坂手航路（小豆島季節便）：復路運賃が10%割引（通年）
- 学生割引 - 30%割引（繁忙期は20%割引）
- シルバー割引 - 20%割引（繁忙期は適用不可。旅客のみ）
- JAF会員割引 - 10%割引（通年）
- 身体障害者割引、知的障害者割引、精神障害者割引 - 50%割引（適用対象は公式サイトを参照）
- 団体割引

また、日本国有鉄道（国鉄）が周遊券を設定していた時代には、四国内の全線で乗車可能な「四国（ワイド）周遊券」と九州内の全線で乗車可能な「九州（ワイド）周遊券」で関西汽船の航路を片道1回に限り追加料金無しで選択利用できる制度が設けられ、時刻表でも案内がなされていた。これは国鉄分割後のJRになっても継続されたが、その後廃止された。

## スポンサー番組
- 朝日新聞ニュース、さわやかミュージック（旧） - 朝日放送ラジオ、隔週水曜日（1992年4月 - 1993年3月）